# Metaforische naam
Een metaforische naam is in de antroponymie een ondersoort van de eigenschapsnamen. Onder deze soort achternamen verstaat men de namen die een psychische of fysieke staat van iemand beschrijven, met een metafoor. Die metafoor is vaak afgeleid van een dier. Zo zou een sluw persoon bijvoorbeeld de naam Vos kunnen krijgen en Beer een sterke man.
Metaforische namen ontstonden vaak op natuurlijke wijze. Waar namen als Vos eerst als gewone bijnaam circuleerden, werden ze later officiële achternamen en stonden ook op die wijze bij instanties bekend.
De meestvoorkomende naam van Nederland die een metaforische oorsprong zou kunnen hebben is Vos, gevolgd door De Haan.
familienaam · voornaam · antroponymie